# Болдово (Мордовия)
Болдово (Болду — м.) — село, центр сельской администрации в Рузаевском районе. Население 634 чел. (2001), преимущественно мордва-мокша.
Расположено на обоих берегах р. Инсар, в 25 км от районного центра и железнодорожной станции Рузаевка. Название-антропоним: основателем насело пункта был мордвин с дохристианским именем Балда (Болда). В «Списке населённых мест Пензенской губернии» (1869) Болдово — село казённое из 257 дворов Инсарского уезда. В 1913 г. в селе было 510 дворов (3 483 чел.), в 1931 г. — 685 хозяйств (3 638 чел.). В 1930 г. был образован колхоз им. Калинина, с 1999 г. — СХПК. В 1944—1959 гг. Болдово — центр Болдовского района. В современной инфраструктуре села —  средняя школа, библиотека, больница, памятник воинам, погибшим в Великой Отечественной войне; Никольская церковь.
Широкую известность получил сельский самодеятельный танцевальный коллектив (руководитель — заслуженный работник культуры РСФСР А. И. Плисова), выступавший 26 марта 1965 г. на Всероссийском смотре художественной самодеятельности в Кремлёвском Дворце съездов. Болдово — родина педагога А. В. Кодулёвой, прозаика В. М. Лёвина. В Болдовскую сельскую администрацию входят с. Новая Муравьёвка, д. Старая Муравьёвка.